# گراجانوویچه
گراجانوویچه (به صربی: Građanoviće) یک منطقهٔ مسکونی در صربستان است که در نووی پازار واقع شده‌است.